# Medibank International 2006
Medibank International 2006 — тенісний турнір, що проходив на відкритих кортах з твердим покриттям NSW Tennis Centre у Сіднеї (Австралія). Це був 114-й за ліком Medibank International. Належав до серії International в рамках Туру ATP 2006, а також до турнірів 2-ї категорії в рамках Туру WTA 2006. Тривав з 9 до 17 січня 2006 року.

## Фінальна частина

### Одиночний розряд, чоловіки
Джеймс Блейк —  Ігор Андрєєв, 6–2, 3–6, 7–6(7–3)

### Одиночний розряд, жінки
Жустін Енен-Арденн —  Франческа Ск'явоне, 4–6, 7–5, 7–5

### Парний розряд, чоловіки
Фабріс Санторо /  Ненад Зімоньїч —  Франтішек Чермак /  Леош Фридль, 6–1, 6–4

### Парний розряд, жінки
Коріна Мораріу /  Ренне Стаббс —  Вірхінія Руано Паскуаль /  Паола Суарес,  6–3, 5–7, 6–2